# Rothia hypopyrrha
Rothia hypopyrrha là một loài bướm đêm trong họ Noctuidae.